# 田家镇 (内江市)
田家镇，是中华人民共和国四川省内江市东兴区下辖的一个乡镇级行政单位。

## 行政区划
田家镇下辖以下地区：
长江社区、红碑村、狮沟村、红坝村、三元村、四方村、花园村、碧云寺村、双桥村、翻身村、天堂村、尹井村、正觉村、都堂村、正子村、火花村和狮子村。

## 特产
田家紫皮大蒜：中国地理标志产品。